# Rugby 7 na igrzyskach panamerykańskich
Rugby 7 na igrzyskach panamerykańskich – międzynarodowe zawody w rugby 7 rozgrywane w ramach igrzysk panamerykańskich.
Decyzja o włączeniu rugby 7 do programu tych zawodów została podjęta na walnym zgromadzeniu Pan American Sports Organization w Rio de Janeiro w 2007 roku. Sport ten, jedynie w wydaniu męskim, zadebiutował zatem na XVI igrzyskach rozegranych w Guadalajarze w 2011 roku. Cztery lata później zaplanowano już zawody zarówno mężczyzn, jak i kobiet.

## Klasyfikacja medalowa
| Klasyfikacja medalowa | Klasyfikacja medalowa | Klasyfikacja medalowa | Klasyfikacja medalowa | Klasyfikacja medalowa | Klasyfikacja medalowa |
| --------------------- | --------------------- | --------------------- | --------------------- | --------------------- | --------------------- |
| Miejsce               | Reprezentacja         | Złoto                 | Srebro                | Brąz                  | Razem                 |
| 1                     | Kanada                | 4                     | 2                     | 1                     | 7                     |
| 2                     | Argentyna             | 2                     | 2                     | 0                     | 4                     |
| 3                     | Stany Zjednoczone     | 1                     | 2                     | 3                     | 6                     |
| 4                     | Chile                 | 0                     | 1                     | 0                     | 1                     |
| 5                     | Brazylia              | 0                     | 0                     | 2                     | 2                     |
| 6                     | Kolumbia              | 0                     | 0                     | 1                     | 1                     |

## Medaliści

### Mężczyźni
| Rok  | Gospodarz   |           | Finał | Finał      | Finał             |       | Mecz o trzecie miejsce | Mecz o trzecie miejsce | Mecz o trzecie miejsce |
| Rok  | Gospodarz   | Zwycięzca | Wynik | 2. miejsce | 3. miejsce        | Wynik | 4. miejsce             |                        |                        |
| 2011 | Guadalajara | Kanada    | 26:24 | Argentyna  | Stany Zjednoczone | 21:17 | Urugwaj                |                        |                        |
| 2015 | Toronto     | Kanada    | 22:19 | Argentyna  | Stany Zjednoczone | 40:12 | Urugwaj                |                        |                        |
| 2019 | Lima        | Argentyna | 33:10 | Kanada     | Stany Zjednoczone | 24:19 | Brazylia               |                        |                        |
| 2023 | Santiago    | Argentyna | 24:5  | Chile      | Kanada            | 19:17 | Stany Zjednoczone      |                        |                        |

### Kobiety
| Rok  | Gospodarz |                   | Finał | Finał             | Finał      |       | Mecz o trzecie miejsce | Mecz o trzecie miejsce | Mecz o trzecie miejsce |
| Rok  | Gospodarz | Zwycięzca         | Wynik | 2. miejsce        | 3. miejsce | Wynik | 4. miejsce             |                        |                        |
| 2015 | Toronto   | Kanada            | 55:7  | Stany Zjednoczone | Brazylia   | 29:0  | Argentyna              |                        |                        |
| 2019 | Lima      | Kanada            | 24:10 | Stany Zjednoczone | Kolumbia   | 29:24 | Brazylia               |                        |                        |
| 2023 | Santiago  | Stany Zjednoczone | 19:12 | Kanada            | Brazylia   | 45:0  | Kolumbia               |                        |                        |